# Campeonato Europeo de Esgrima de 2007
El XX Campeonato Europeo de Esgrima se realizó en Gante (Bélgica) entre el 2 y el 7 de junio de 2007 bajo la organización de la Confederación Europea de Esgrima (CEE) y la Federación Belga de Esgrima.
Las competiciones se realizaron en la Arena Deportiva de Flandes.

## Países participantes
Participaron en total 426 esgrimistas (240 hombres y 186 mujeres) de 38 federaciones nacionales de la CEE. 
| - Alemania - Armenia - Austria - Azerbaiyán - Bélgica - Bielorrusia - Bulgaria - Croacia - Dinamarca | - Eslovaquia - Eslovenia - España - Estonia - Finlandia - Francia - Georgia - Grecia - Hungría - Irlanda | - Islandia - Israel - Italia - Letonia - Lituania - Luxemburgo - Moldavia - Noruega - Países Bajos - Polonia | - Portugal - Reino Unido - República Checa - Rumania - Rusia - Serbia - Suecia - Suiza - Ucrania |

## Medallistas

### Masculino
| Evento              | Oro                                                                                       | Plata                                                                                    | Bronce                                                            |
| ------------------- | ----------------------------------------------------------------------------------------- | ---------------------------------------------------------------------------------------- | ----------------------------------------------------------------- |
| Florete individual  | Andrea Baldini · Italia                                                                   | Benjamin Kleibrink · Alemania                                                            | Erwann Le Péchoux · Francia · Salvatore Sanzo · Italia            |
| Florete por equipos | Benjamin Kleibrink · Peter Joppich · Dominik Behr · Christian Schlechtweg · Alemania      | Andrei Deyev · Alexei Cheremisinov · Alexei Jovanski · Renal Ganeyev · Rusia             | Andrea Baldini · Salvatore Sanzo · Simone Vanni · Italia          |
| Espada individual   | Jérôme Jeannet Francia                                                                    | Matteo Tagliariol · Italia                                                               | Anton Avdeyev · Rusia · Fabian Kauter · Suiza                     |
| Espada por equipos  | Gábor Boczkó · Géza Imre · Iván Kovács · Krisztián Kulcsár · Hungría                      | Robert Andrzejuk · Tomasz Motyka · Krzysztof Mikołajczak · Radosław Zawrotniak · Polonia | Jérôme Jeannet Fabrice Jeannet Ulrich Robeiri Éric Boisse Francia |
| Sable individual    | Jorge Pina · España                                                                       | Alexei Yakimenko · Rusia                                                                 | Mihai Covaliu · Rumania · Stanislav Pozdniakov · Rusia            |
| Sable por equipos   | Alexei Yakimenko · Nikolai Kovaliov · Veniamin Reshetnikov · Stanislav Pozdniakov · Rusia | Valeri Pryiomka · Dmitri Lapkes · Fiodor Nemirovich · Aliaxandr Buikevich · Bielorrusia  | Nicolas Lopez Vincent Anstett Boris Sanson Julien Pillet Francia  |

### Femenino
| Evento              | Oro                                                                                             | Plata                                                                         | Bronce                                                                                   |
| ------------------- | ----------------------------------------------------------------------------------------------- | ----------------------------------------------------------------------------- | ---------------------------------------------------------------------------------------- |
| Florete individual  | Yevgueniya Lamonova · Rusia                                                                     | Valentina Vezzali · Italia                                                    | Margherita Granbassi · Italia · Olha Leleiko · Ucrania                                   |
| Florete por equipos | Gabriella Varga · Virginie Újlaki · Edina Knapek · Aida Mohamed · Hungría                       | Yevgueniya Lamonova · Svetlana Boiko · Aida Shanayeva · Yana Ruzavina · Rusia | Margherita Granbassi · Giovanna Trillini · Ilaria Salvatori · Valentina Vezzali · Italia |
| Espada individual   | Laura Flessel-Colovic Francia                                                                   | Emma Samuelsson · Suecia                                                      | Irina Embrich · Estonia · Britta Heidemann · Alemania                                    |
| Espada por equipos  | Nathalie Moellhausen · Cristiana Cascioli · Francesca Boscarelli · Bianca Del Carretto · Italia | Emese Szász · Adrienn Hormay · Tímea Nagy · Ildikó Mincza-Nébald · Hungría    | Laura Flessel-Colovic Maureen Nisima Hajnalka Kiraly-Picot Audrey Descouts Francia       |
| Sable individual    | Yekaterina Fedorkina · Rusia                                                                    | Sofia Velikaya · Rusia                                                        | Olena Jomrova · Ucrania · Orsolya Nagy · Hungría                                         |
| Sable por equipos   | Léonore Perrus Cécile Argiolas Carole Vergne Anne-Lise Touya Francia                            | Olena Jomrova · Olha Jarlan · Nina Kozlova · Halyna Pundyk · Ucrania          | Yekaterina Fedorkina · Sofia Velikaya · Yelena Nechayeva · Svetlana Kormilitsyna · Rusia |

## Medallero
| Núm. | País        | Oro | Plata | Bronce | Total |
| ---- | ----------- | --- | ----- | ------ | ----- |
| 1    | Rusia       | 3   | 4     | 3      | 10    |
| 2    | Francia     | 3   | 0     | 4      | 7     |
| 3    | Italia      | 2   | 2     | 4      | 8     |
| 4    | Hungría     | 2   | 1     | 1      | 4     |
| 5    | Alemania    | 1   | 1     | 1      | 3     |
| 6    | España      | 1   | 0     | 0      | 1     |
| 7    | Ucrania     | 0   | 1     | 2      | 3     |
| 8    | Bielorrusia | 0   | 1     | 0      | 1     |
| 8    | Polonia     | 0   | 1     | 0      | 1     |
| 8    | Suecia      | 0   | 1     | 0      | 1     |
| 11   | Estonia     | 0   | 0     | 1      | 1     |
| 11   | Rumania     | 0   | 0     | 1      | 1     |
| 11   | Suiza       | 0   | 0     | 1      | 1     |
|      | TOTAL       | 12  | 12    | 18     | 42    |